# Xanthoparmelia nepalensis
Xanthoparmelia nepalensis är en lavart som beskrevs av L. R. Sharma & Kurok. Xanthoparmelia nepalensis ingår i släktet Xanthoparmelia och familjen Parmeliaceae.   Inga underarter finns listade i Catalogue of Life.